# Mesa de la Unidad Democrática

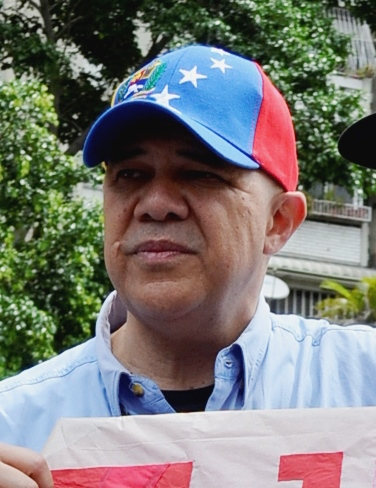
Jesús 'Chúo' Torrealba (2014), představitel MUD

Kulatý stůl demokratické jednoty, španělsky Mesa de la Unidad Democrática (MUD), byla volební koalice venezuelských politických stran, které stály v opozici vůči politice Huga Cháveze a jeho nástupce Nicoláse Madura. Ideologicky se jednalo o různorodý subjekt: zahrnoval sociálně demokratické, komunistické, křesťanskodemokratické a liberální strany a hnutí.
V prosinci 2015 tato koalice získala dvoutřetinovou ústavní většinu křesel ve venezuelském parlamentu
(spolu se třemi poslanci za indiánské menšiny).
Mezi hlavní představitele patřili například bývalí neúspěšní prezidentští kandidáti Henrique Capriles a Julius Borges, ale také Leopoldo López odsouzený vládnoucím režimem k mnoholetému vězení. Generálním tajemníkem tohoto uskupení byl Jesús Torrealba, bývalý komunista.
Cílem této koalice bylo vyvolat v roce 2016 referendum o předčasném ukončení prezidentského mandátu vládnoucího Nicoláse Madura, vyhlášení rozsáhlé amnestie na propuštění politických vězňů (mezi nimi i Leopoldo Lópeze), změny ústavy, odvolání soudců nejvyššího soudu a další.